# Acta Sanctae Sedis
«Acta Sanctae Sedis» (Діяння Святого Престолу) — у 1865—1908 роках католицький латиномовний бюлетень Святого Престолу. Виходив у Римі. Містив головні офіційні й автентичні документи, які були видані Папою римським безпосередньо або опосередковано через Римські конгрегації. Вперше вийшов друком 1865 року, під назвою «Acta Sanctæ Sedis in compendium redacta etc.». 23 травня 1904 року став офіційним друкованим органом Святого Престолу. 29 вересня 1908 року, рішенням папи Пія X, припинив існування; замінений на «Acta Apostolicae Sedis» (Діяння Апостольського Престолу). З час існування місячника вийшов 41 номер. Скорочено — ASS.